# Coney Island (canção)
"Coney Island" é uma canção gravada pela cantora estadunidense Taylor Swift para seu nono álbum de estúdio Evermore (2020). Conta com a participação da banda norte-americana The National. Foi escrita por Swift, Joe Alwyn (sob o pseudônimo de William Bowery), Aaron e Bryce Dessner, com a produção sendo realizada pelos dois últimos. A faixa foi enviada para rádios em 18 de janeiro de 2021, através da gravadora Republic, servindo como o terceiro single do disco.

## Antecedentes
Taylor Swift havia colaborado com Aaron Dessner do the National em seu álbum de 2020 Folklore, um álbum indie folk que se afasta da produção pop de seus lançamentos anteriores. Ela e Dessner trabalharam novamente em seu álbum Evermore, um "disco irmão" de Folklore. Desta vez, eles também trabalharam com Bryce Dessner, irmão gêmeo de Aaron Dessner.
Os irmãos Dessner enviaram a Swift alguns dos instrumentais que fizeram para sua banda, o the National. Um deles foi o que se tornaria "Coney Island". Swift e seu namorado, o ator inglês Joe Alwyn, escreveram suas letras e as gravaram com seus vocais. Depois de ouvir a demo, os irmãos Dessner observaram que a música parecia muito relacionada ao the National, e imaginaram Matt Berninger (vocalista principal do National) para cantar e Bryan Devendorf (baterista do National) tocando a bateria. Aaron Dessner informou Berninger, que estava "animado" com a ideia. Com a banda montada, Devendorf tocou bateria, enquanto seu irmão Scott Devendorf tocou baixo e piano; Bryce Dessner ajudou a produzir a canção.